# Paprika (série télévisée d'animation)
Pour les articles homonymes, voir Paprika.
Paprika,, est une série télévisée d'animation française, créée par Jean Cayrol, Marion Billet et Baptiste Lucas. Elle est réalisée par Jean Cayrol et produite par le studio de Xilam Animation se situant à Lyon. 
Destinée à un public pré-scolaire (3-6 ans), la série met en scène le quotidien de deux jeunes jumeaux au travers d'aventures avec leurs amis. Le premier épisode de la saison a été diffusé le 18 novembre 2017 sur France 5 dans Zouzous, où elle est toujours en cours de diffusion. Elle est également diffusée sur France 4 et Disney Junior. En Suisse, elle est rediffusée sur RTS 1.

## Synopsis
Stan et Olivia Paprika sont uniques, car ils sont jumeaux. Ils vivent tous les deux sur une île fantaisiste et colorée. Ils se ressemblent beaucoup, mais avec des caractères tous les deux bien différents. Stan est un petit tigre plein de courage, instinctif, qui file à toute vitesse sur son fauteuil roulant, alors que sa sœur Olivia est créative, organisée et un peu cérébrale. Ce qui ne l’empêche pas d’être super enthousiaste quand il s’agit de s’amuser et de rire avec son frère. Tous deux sont très complémentaires, formant une joyeuse équipe débordante d'énergie. Avec leurs amis Yéti, Podium, Coton et Magma, aucun obstacle ne leur résiste, et ils arrivent à transformer les petits événements de la vie quotidienne en incroyables aventures.

## Distribution

### Voix originales
- Kaycie Chase : Stan et Olivia
- David Gasman : Yéti / Podium / Papa Paprika
- Barbara Scaff : Coton / Maman Paprika
- Tom Morton : Magma
- Lee Delong : Shérif Coquille

### Voix françaises
- Kaycie Chase : Stan et Olivia
- Jérémy Prévost : Magma / Papa Paprika
- Gilbert Lévy : Podium
- Claire Perot : Coton / Maman Paprika
- Maïk Darah : Shérif Coquille
- Thomas Sagols : Yéti

## Saison 1 (2017-2019)
1. Le Chapeau Rigolo
2. Le Glaçon
3. Le Portrait
4. Le Pyjama
5. La Fusée
6. La Chanson
7. Le Triplé
8. Le Rangement
9. Les Shérifs
10. Les Mouettes
11. La Surprise
12. Le Secret
13. Le Panneau
14. Le Voisin
15. La Journée Malade
16. Le Doudou
17. Les Mensonges
18. La Politesse
19. La Sieste
20. Le Bidule
21. Les Jumeaux
22. Le Chef
23. Le Dessin
24. Le Labyrinthe
25. Le Bateau
26. Le Méchant
27. La Nouvelle
28. Le Train
29. Le Pot
30. Le Mot de Passe
31. Le Nul
32. La Course
33. Le Choix
34. Le Livre
35. Le Restaurant
36. La Dent
37. La Dispute
38. Le Cadeau
39. La Lettre
40. Les Rapporteurs
41. Le Rire
42. La Remplaçante
43. Les Collectionneurs
44. Les Gentils
45. Le Capitaine
46. L'Hôpital
47. Les Mignons
48. Le Clown
49. La Sirène
50. Le Cache-Cache †
51. Le Roi
52. Le Sac
53. La Poubelle
54. Le Lit
55. La Colère
56. Le Travail de Podium †
57. Le Club des Sérieux
58. L'Héroïne
59. Le Pot de Colle
60. Les Pareils
61. Le Marchand †
62. Les Histoires †
63. La Sirène de Coquille †
64. Le Matin †
65. Le Bonjour Câlins †
66. Chez Yéti
67. Le Professeur
68. Les Souvenirs
69. Les Invités
70. Les Equipes †
71. Le Gâteau
72. La Poche
73. Le Match
74. La Musique
75. Les gagnants

† Épisode court